# Пропановый редуктор

Редуктор пропановый БПО-5ДМ на баллоне

Редуктор пропановый (в просторечии - "лягушка") предназначен для понижения и регулирования давления газа — пропана, поступающего из баллона, рампы или сети, и автоматического поддержания постоянным заданного рабочего давления газа.
Пропановые редукторы, применяемые при газовой сварке и резке металлов, окрашивают в красный цвет. Присоединение к баллону накидной гайкой с резьбой СП21,8LH 14 ниток на 1 дюйм (S27 W21,8LH) с внешним шестигранником под ключ 27.
На изображении представлен баллонный пропановый одноступенчатый редуктор БПО-5. Данный редуктор сертифицирован в России, Украине и Белоруссии. Редуктор выпускается согласно ГОСТ 13861-89. Наибольшее допустимое давление газа на входе в редуктор — 25 кгс/см², наибольшее рабочее давление (давление газа на выходе) 3 кгс/см². При наибольшем рабочем давлении расход газа составляет 5 м³/ч. Масса редуктора не более 0,5 кг.
Редуктор присоединяется к баллону накидной гайкой. Газ, пройдя входной фильтр, попадает в камеру высокого давления. При вращении регулировочного винта по часовой стрелке усилие нажимной пружины передаётся через нажимной диск, мембрану и толкатель на редуцирующий клапан, который, перемещаясь, открывает проход газу через образовавшийся зазор между клапаном и седлом в рабочую камеру.
Баллонные пропановые редукторы (в зависимости от модели) имеют показывающие приборы для определения давления газа, выходящего из редуктора (манометры низкого (выходного) давления), для определения давления газа, входящего в редуктор (манометр высокого (входного) давления) или не имеют их вообще. Отбор газа осуществляется через ниппель, который присоединяется к редуктору гайкой с резьбой М16×1,5LH. К ниппелю присоединяется рукав диаметром 9 или 6 мм, идущий к горелке или резаку.
Технические характеристики некоторых пропановых редукторов.
| Показатели:                                           | БПО — 5  | БПО — 5  | СПО — 6    | РПО — 25 | РПД — 25 |
| ----------------------------------------------------- | -------- | -------- | ---------- | -------- | -------- |
| Наибольшая пропускная способность V, м3/ч             | 5        | 5        | 6          | 25       | 25       |
| Наибольшее давление газа на входе, P1, MPa ( кгс/см²) | 2,5 (25) | 2,5 (25) | 0,3 (3)    |          |          |
| Наибольшее рабочее давление, P2, MPa ( кгс/см²)       | 0,3 (3)  | 0,3 (3)  | 0,15 (1,5) | 0,3 (3)  | 0,3 (3)  |
| Масса, кг, не более                                   | 2,0      | 0,5      | 1,8        | 8        | 10       |

На редукторе должна быть следующая маркировка:
1. Товарный знак предприятия изготовителя.
2. Марка редуктора.
3. Год выпуска.

## Требования к материалам
Неметаллические материалы (например используемые в качестве уплотнителей и смазок), контактирующие с пропаном, бутаном и метилацетиленпропадиеновыми смесям, должны быть стойкими к n-пентану. Испытания проводят по ГОСТ 9.030.